# براد هولاند (رسام توضيحي)
براد هولاند (بالإنجليزية: Brad Holland)‏ هو رسام توضيحي أمريكي، ولد في 1943 في فريمونت في الولايات المتحدة.

## وصلات خارجية
- براد هولاند على موقع ميوزك برينز (الإنجليزية)